# Mapudungun
Mapudungun är det språk som talas av mapuchefolket i Chile och Argentina. Språket uppskattas att ha cirka 500 000 talare år 2010. Ordet mapudungun kan delas upp i två delar, dels i mapu som betyder "jord" och dels i dungun som betyder "språk". Språket anses att vara hotat och dess enda kända släktspråk är huilliche. Mapudungun delas i tre huvuddialekter (picunche, moluche och pehuenche).

## Namn
Språket har flera namn, däribland mapudungun ("jordens språk"), mapuchedungun ("mapuchefolkets språk") chedungun ("folkets språk"). Dessa är namn som getts av mapuchefolket själva. Namn som getts av kolonisatörer är bland annat araucano och chilidungu, där det senare betyder "Chiles språk". 

## Historik och revitalisering
Det finns flera teorier om vilka språk som mapudungun har utvecklats ifrån men debatten fortgår. Det handlar om språkets möjliga kopplingar till de olika språkgrupperna i Syd- och Centralamerika. Idag har språket lånord från chilensk spanska och quechua, likaså har den chilenska spanskan ord från mapudungun.
Den första boken, en grammatik, om mapudungun utgavs av en jesuit Luis de Valdivia år 1606.
År 2006 översatte Microsoft sin Windows operativsystem till mapudungun. Mapuche-ledarna stämde Microsoft eftersom de tyckte att deras språk var skyddat av upphovsrätten.
Pontificia Universidad Católica de Chile har organiserat en årlig temavecka för mapudungun (på mapudungun: Mapudungun ñi reglentu) i april. Syftet med temaveckan är att uppmuntra folk att använda språket och göra det mer synligt. Universitetet har också arbetat för att börja mapudungunspåkliga skolundervisning i Chile.

## Fonologi

### Konsonanter
|             | Labial | Dental | Alveolar | Retroflex | Palatal | Velar |
| ----------- | ------ | ------ | -------- | --------- | ------- | ----- |
| Nasal       | m      | n̪      | n        |           | ɲ       | ŋ     |
| Klusil      | p      | t̪      | t        |           |         | k     |
| Affrikat    |        |        |          | tʂ        | tʃ      |       |
| Frikativ    | f      | θ      | s        |           | ʃ       |       |
| Likvida     |        | l̪      | l        | ɽ         | ʎ       |       |
| Approximant | w      |        |          |           | j       | ɰ     |

Källa:

### Vokaler
|           | Främre | Central | Bakre |
| --------- | ------ | ------- | ----- |
| Sluten    | i      | ɨ       | u     |
| Halvöppen | e      |         | o     |
| Öppen     |        | a       |       |

Källa:

## Skrift
Vad man vet hade inte Mapuchefolket ett skriftspråk när kolonisatörerna anlände, istället försökte spanska missionärer utveckla skriftsystem för att underlätta missionsuppdraget.
Idag skrivs språket med latinska alfabetet. Nya testamentet översattes till mapudungun år 2011.

## Lexikon och grammatik
Räkneord 1-10 på mapudungun:
| 1    | 2   | 3    | 4    | 5     | 6    | 7     | 8    | 9     | 10   |
| ---- | --- | ---- | ---- | ----- | ---- | ----- | ---- | ----- | ---- |
| kiñe | epu | küla | meli | kechu | kayu | reqla | pura | aylla | mari |

Mapudunguns grammatik, speciellt verblära, är komplex och agglutinerande. Verbändelser indikerar bl.a. subjekt, objekt, diates, tempus, aspekt och negation. Substantiv har inte kasus eller genus, och pluralis beror på om ordet beskriver ett levande eller icke-levade substantiv. Ordföljden är relativt fri.